# Lac Fuxian
Le lac Fuxian (chinois : 抚仙湖 ; pinyin : Fǔxiān Hú) est un lac d’eau douce situé dans la province du Yunnan, dans le sud-ouest  de la Chine. Le Fuxian s'étend sur 30 kilomètres de longueur et 11.5 kilomètres de largeur. La superficie totale du lac est estimée à 212 kilomètres carrés.Il atteint une profondeur maximale de 155 m, ce qui en fait le troisième plus profond lac d'eau douce de Chine.